# Erik Wijmeersch
Erik Wijmeersch, född 23 januari 1970, är en friidrottare från Belgien. Han deltog vid olympiska sommarspelen 1996.